# کله‌سر (نیر)
کله‌سر یک منطقهٔ مسکونی در ایران است که در دهستان دورسون خواجه واقع شده‌است. کله‌سر ۱۷۶ نفر جمعیت دارد.